# A Coruña-i repülőtér
Az A Coruña-i repülőtér (IATA: LCG, ICAO: LECO) egy nemzetközi repülőtér Culleredo közelében. A légikikötő 1953-ban nyílt meg. Éves utasforgalma 963 957 fő (2022). Üzemeltetője az AENA.

## Légitársaságok és úticélok
2025-ben a A Coruña-i repülőtérről az alábbi járatok indulnak (Utoljára frissítve: 2025-08-16):
| Légitársaság    | Célállomások                                                               |
| --------------- | -------------------------------------------------------------------------- |
| Air Europa      | Madrid                                                                     |
| Binter Canarias | Gran Canaria, Tenerife–North                                               |
| easyJet         | Genf, Milan–Malpensa                                                       |
| Iberia          | Madrid Szezonális: Bilbao (kezdődik 2026. április 3, vége 2026. május 27.) |
| Volotea         | Málaga, Valencia                                                           |
| Vueling         | Barcelona, London–Gatwick                                                  |

## Forgalom
Az utasforgalom az elmúlt években az alábbi módon változott:
| Utasok száma | 549 871 | 852 322 | 1 266 795 | 1 068 823 | 1 012 800 | 989 153 | 1 063 291 | 1 225 763 | 436 775 | 963 957 |
|              | 2003    | 2005    | 2007      | 2009      | 2011      | 2014    | 2016      | 2018      | 2020    | 2022    |

## Kifutópályák
A repülőtér futópályái:
- 03/21 (2238 m, 45 m, aszfalt)